# 3783 Morris
3783 Morris је астероид главног астероидног појаса чија средња удаљеност од Сунца износи 2,271 астрономских јединица (АЈ).
Апсолутна магнитуда астероида је 13,0.